# Vladimir Bukovski
Vladimir Konstantinovici Bukovski (în rusă Влади́мир Константи́нович Буко́вский; n. 30 decembrie 1942, Belebei, RSFS Rusă, URSS – d. 27 octombrie 2019, Cambridge, Anglia, Regatul Unit) a fost un disident antisovietic, autor și activist politic.

## Biografie
Vladimir Bukovski s-a născut la 30 decembrie 1942. Copilăria și-a petrecut-o la Moscova, unde mama lui era jurnalistă la radio, iar tatăl scriitor. Prima confruntare cu regimul sovietic se petrece în adolescență: la 16 ani este reținut de mai multe ori de KGB pentru ”activități subversive“.
Exclus din universitate, în 1963 a fost arestat pentru confecționare de manifeste antisovietice și pentru răspândire de literatură interzisă.

### Dezvăluirea represiunii psihiatrice
Bukovski a fost unul din primii care a dezvăluit utilizarea închisorilor psihiatrice împotriva deținuților politici din Uniunea Sovietică. După ce a fost condamnat din iunie 1963 până în februarie 1965 și ulterior din ianuarie 1967 până în ianuarie 1970, Bukovski a reușit să scrie (samizdat) și să transmită clandestin în Occident circa 150 de pagini în care dezvăluia abuzurile instituțiilor psihiatrice asupra deținuților politici. Condamnat din nou în ianuarie 1972, a stat în arest până în decembrie 1976. La presiunea diplomaților occidentali și grupurilor pentru apărarea drepturilor omului, Bukovski a fost schimbat pentru fostul lider comunist chilian Luis Corvalán. După cum el însuși relatează in cartea sa ”Această sfâșietoare durere a Libertății”, se certa cu gardienii pentru că i-au luat bocancii in celulă, când a fost luat, pus pe un avion care l-a dus până la Praga, iar la Paris a fost așteptat în lumea liberă de o comisie de psihologi, specialiști și psihiatri care după ce au vorbit cu el au stabilit ca este sănătos psihic.

### După 1976
Din 1976 Bukovski a locuit la Cambridge în Anglia. Bukovski și-a continuat studiile de neurofiziologie la Cambridge și la Universitatea Stanford din California. În 1991, după puciul de la Moscova, la solicitarea lui Boris Eltin de a depune mărturie in procesul intentat comuniștilor conservatori de la Kremlin, Bukovski revine în URSS și copiază din arhivele PCUS mii de acte și documente strict secrete.În 2007 a încercat să candideze pentru postul de președinte al Rusiei, însă candidatura i-a fost respinsă. Comisia electorală a motivat respingerea candidaturii prin faptul că Bukovski nu a furnizat probe concludente care să ateste activitatea de scriitor, că deține un permis de rezidență britanic și că nu a locuit pe teritoriul rusesc în ultimii 10 ani.

### În România
În iulie 2002 Vladimir Bukovski s-a întâlnit la Sighet cu participanții la Simpozionul și la școala de Vară organizate de Fundația Academia Civică. 

## Opera

### Cărți traduse în limba română
- Această sfâșietoare durere a libertății, de Vladimir Bukovski, scrisă la 1981, tipărită de ed. Humanitas, București, 2006
- Bukovski la Sighet, tipărită de ed. Fundația Academia Civica, 2012. Cuprinde comunicări, dialoguri și interviuri de la a-X-a ediție a Simpozionului organizat de Academia Civica („Anii 1971-1989 – Cronica unui sfârșit de sistem”).
- Reușești sau mori, tipărită de ed. Editura Humanitas, 2003
- Și se întoarce vântul, tipărită de ed. Fundația Academia Civica, 2002
- Judecata la Moscova, tipărită de Editura Albatros, 1996
- Arhiva Sovietică, 64 de documente din perioada restructurării (Perestroika), tipărită de Casa de Editură DOKIA, 2011
- Uniunea Europeană, O nouă URSS? tipărită de Editura Vremea, 2006